# Tipula (Lunatipula) parasimurg
Tipula (Lunatipula) parasimurg is een tweevleugelige uit de familie langpootmuggen (Tipulidae). De soort komt voor in het Palearctisch gebied.